# Gejzeryt

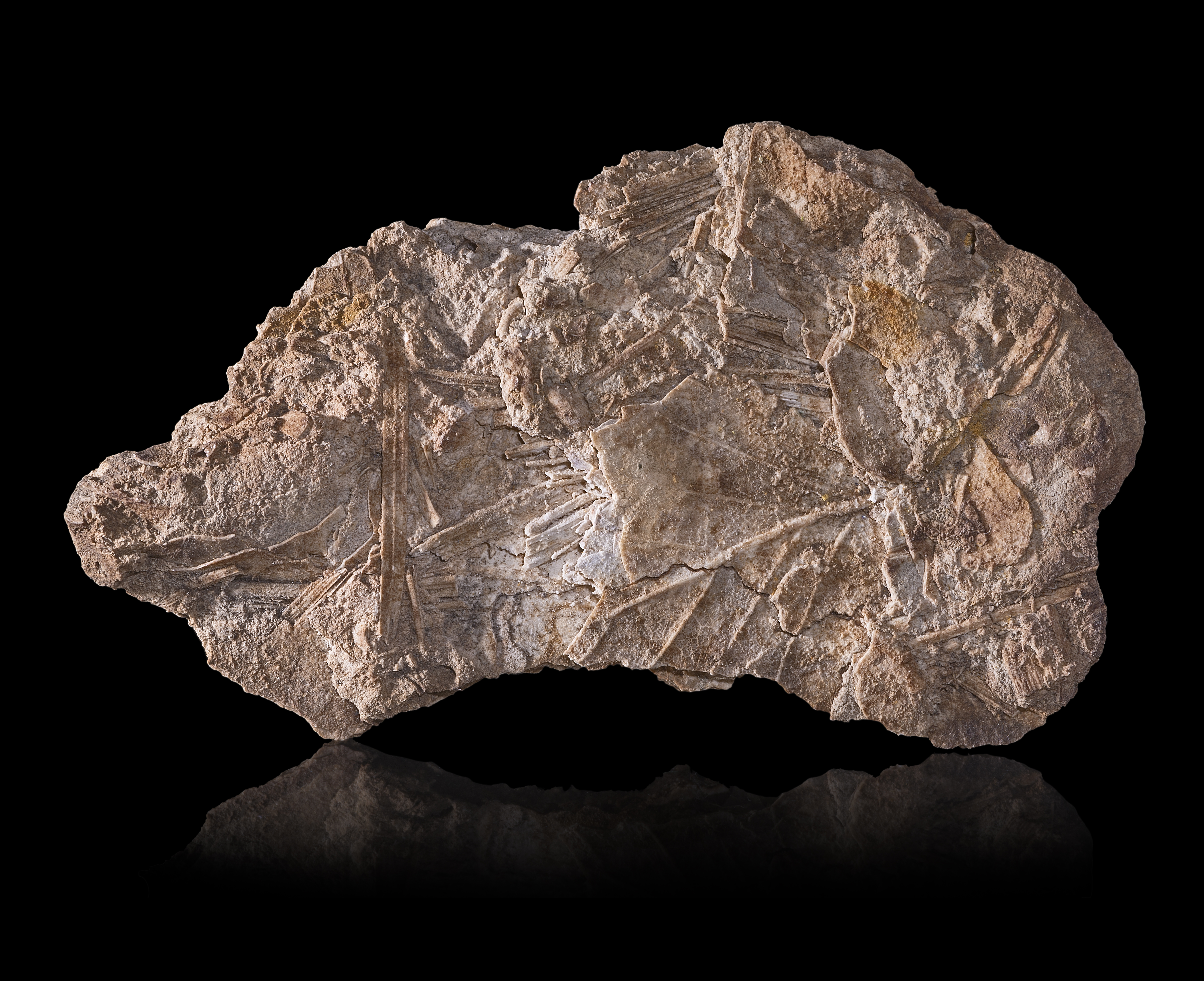
gejzeryt

Gejzeryt – rodzaj martwicy krzemionkowej, tworzącej się wokół gejzerów. Termin wprowadził w roku 1812 Jean Claude Delamétherie.